# Форм, Эндрю
Эндрю Форм (англ. Andrew Form; род. 3 февраля 1969) — американский кинопродюсер, он наиболее известен продюсированием таких фильмов, как «Пятница, 13-е», «Черепашки-ниндзя» и «Судная ночь». Он является сооснователем компании Platinum Dunes, наряду с Майклом Бэем и Брэдом Фуллером.

## Личная жизнь
Форм жил в Лос-Анджелесе вместе со своей женой, Джорданой Брюстер, с которой он познакомился на съёмках фильма «Техасская резня бензопилой: Начало», где Форм был продюсером. Они объявили об их помолвке 4 ноября 2006 года. Они поженились на частной церемонии на Багамах 6 мая 2007 года 10 сентября 2013 года, родился их первый ребёнок, Джулиан.. В середине 2020 года пара развелась.

## Фильмография
| Год       | Название                           | Ориг. название                             | Продюсер Исполнительный продюсер | Примечания              |
| --------- | ---------------------------------- | ------------------------------------------ | -------------------------------- | ----------------------- |
| 1995      | Создание «Багрового прилива»       | The Making of "Crimson Tide"               | продюсер                         | документальный          |
| 1997      | Без тормозов                       | Trading Favors                             | продюсер                         |                         |
| 1998      | Поцелуй понарошку                  | Kissing a Fool                             | продюсер                         |                         |
| 2001      | А вот и доктор                     | The Shrink Is In                           | продюсер                         |                         |
| 2003      | Техасская резня бензопилой         | The Texas Chainsaw Massacre                | исполнительный продюсер          |                         |
| 2005      | Ужас Амитивилля                    | The Amityville Horror                      | продюсер                         |                         |
| 2006      | Техасская резня бензопилой: Начало | The Texas Chainsaw Massacre: The Beginning | продюсер                         |                         |
| 2007      | Попутчик                           | The Hitcher                                | продюсер                         |                         |
| 2009      | Нерождённый                        | The Unborn                                 | продюсер                         |                         |
| 2009      | Всадники                           | Horsemen                                   | продюсер                         |                         |
| 2009      | Пятница, 13-е                      | Friday the 13th                            | продюсер                         |                         |
| 2010      | Кошмар на улице Вязов              | A Nightmare on Elm Street                  | продюсер                         |                         |
| 2013      | Судная ночь                        | The Purge                                  | продюсер                         |                         |
| 2014      | Чёрные паруса                      | Black Sails                                | исполнительный продюсер          | телесериал, 3 эпизода   |
| 2014      | Судная ночь 2                      | The Purge: Anarchy                         | продюсер                         |                         |
| 2014      | Черепашки-ниндзя                   | Teenage Mutant Ninja Turtles               | продюсер                         |                         |
| 2014      | Уиджи: Доска Дьявола               | Ouija                                      | продюсер                         |                         |
| 2015      | Континуум                          | Project Almanac                            | продюсер                         |                         |
| 2014-2015 | Последний корабль                  | The Last Ship                              | исполнительный продюсер          | телесериал, 15 эпизодов |
| 2016      | Черепашки-ниндзя 2                 | Teenage Mutant Ninja Turtles: Half Shell   | продюсер                         |                         |
| 2016      | Уиджи: Доска Дьявола 2             | Ouija 2                                    | продюсер                         |                         |
| 2016      | Судная ночь 3                      | The Purge 3                                | продюсер                         |                         |